# Dreuxia
Dreuxia is een geslacht van rechtvleugeligen uit de familie sabelsprinkhanen (Tettigoniidae). De wetenschappelijke naam van dit geslacht is voor het eerst geldig gepubliceerd in 1966 door Lucien Chopard & Dreux.

## Soorten
Het geslacht Dreuxia  is monotypisch en omvat slechts de volgende soort:
- Dreuxia incerta (Chopard & Dreux, 1966)